# Roger Johnson (Leichtathlet)
Roger Johnson (Roger Vivian Johnson; * 10. Dezember 1943 in Dunedin) ist ein ehemaliger neuseeländischer Hürdenläufer und heutiger Wirtschaftswissenschaftler.
Schon die Eltern von Roger Johnson waren erfolgreiche Sportler in der Leichtathletik bzw. Schwimmen, so dass er konsequent eine Duale Karriere verfolgte. Nach der Otago Boy’s High School begann Roger mit dem Studium der Betriebswirtschaft an der University of Otago. 
1966 wurde er bei den British Empire and Commonwealth Games in Kingston Siebter über 440 Yards Hürden. Als Folge seiner sportlichen Erfolge nahm Roger 1966 ein Leichtathletikstipendium der UCLA an. Hier wurde er 1967 zum Mannschaftskapitän gewählt. Zu der Mannschaft zählten u. a. Bob Day, Ron Copeland, Don Domansky und Arnd Krüger. Bei den Olympischen Spielen 1968 in Mexiko-Stadt erreichte er über 400 m Hürden das Halbfinale. Anschließend kehrte er nach Neuseeland zurück und schloss sein (Honors)Bachelorstudium in Handel an der University of Otago ab. Bei den British Commonwealth Games 1970 in Edinburgh schied er über 400 m Hürden im Halbfinale aus.
Zu seinem Promotionsstudium kehrte er an die UCLA zurück. Am 15. April 1972 stellte er mit 50,1 s einen neuseeländischen Rekord über 440 Yards Hürden auf. Umgerechnet auf 400 m Hürden ergab die Zeit 49,8 s und wurde als nationaler Rekord erst 2014 von Michael Cochrane gebrochen. Bei den Olympischen Spielen in München schied er im Vorlauf aus. 1974 gelangte er bei den British Commonwealth Games in Christchurch ins Halbfinale.
Im Jahr zuvor hatte er an der UCLA in Betriebswirtschaft mit dem Schwerpunkt Operations Management promovierte. Anschließend wurde er auf eine Professur für Operation Management an der University of Otago berufen und für die Zeit von 1976 bis 1979 zum Dekan der Wirtschaftswissenschaftlichen Fakultät gewählt. 1980 wechselte er auf eine Professur für sein Fachgebiet an die UCLA, ehe er 1988 an die University of Michigan wechselte. Nach seinem Ruhestand 2008 zog er mit seiner Familie nach Edinburgh, Schottland, wo er als Consultant arbeitet.